# American VI: Ain’t No Grave
American VI: Ain’t No Grave — 94-й студийный альбом кантри-исполнителя Джонни Кэша, изданный в 2010 году, после смерти музыканта. Шестой и последний альбом серии American Recordings, получившей своё название от одноимённого лейбла звукозаписи. American VI: Ain’t No Grave вышел 23 февраля, за три дня до 78-го дня рождения покойного музыканта, и получил множество положительных отзывов критиков.

## Об альбоме
Последний альбом Джонни был в целом положительно принят профессиональными критиками. На сайте Metacritic он имеет 79 баллов из 100, что означает «в целом положительный приём», рецензенты Metacritic высоко оценили умение Кэша передавать содержание альбома через минималистичный звук, при помощи одних эмоций. Стивен Доснер из Pitchfork Media выразил неоднозначную реакцию на продюсерскую работу Рика Рубина, заметив, что «Ain’t No Grave не столько прощание Кэша, сколько мемориальный микстейп Рубина». Энди Гилл из The Independent дал альбому 4 звезды из 5 и объявил его менее сильным, чем American V: A Hundred Highways, но заявил с уверенностью, что American VI «звучит на близких высотах, что не может не радовать». Джерри Шрайвер из USA Today оценил American VI на 3.5 звезды из 4 и заявил, что «хоть некоторые другие альбомы из серии и имеют более сильные песни, этот тем не менее является незаменимым». Билл Фрискикс-Уоррен из The Washington Post назвал Кэша «непоколебимым человеком веры» и отметил «духовные, даже библейские качества записи». Наконец, Эндрю Перри из The Daily Telegraph, дав альбому 5 звёзд из 5 возможных, назвал его достойным «финалом Кэша, его жизнеутверждающим шедевром».

## Список композиций
| #   | Название                                   | Продолжительность | Автор(ы)                         | Изначально записана                                     |
| --- | ------------------------------------------ | ----------------- | -------------------------------- | ------------------------------------------------------- |
| 1.  | Ain’t No Grave (Gonna Hold This Body Down) | 2:53              | Клод Эли (считается народной)    | Клодом Эли (1953) (написана в 1934)                     |
| 2.  | Redemption Day                             | 4:22              | Шерил Кроу                       | Кроу в альбоме Sheryl Crow (1996)                       |
| 3.  | For the Good Times                         | 3:22              | Крис Кристофферсон               | Кристофферсоном в альбоме Kristofferson (1970)          |
| 4.  | I Corinthians 15:55                        | 3:38              | Джонни Кэш                       |                                                         |
| 5.  | Can’t Help but Wonder Where I’m Bound      | 3:26              | Том Пакстон                      | Пакстоном в альбоме Ramblin' Boy (1964)                 |
| 6.  | A Satisfied Mind                           | 2:48              | Рэд Хайес, Джек Роудс            | Портером Вагонером (1955)                               |
| 7.  | I Don’t Hurt Anymore                       | 2:45              | Дон Робертсон, Уолтер Е. Роллинс | Хэнком Сноу (1954)                                      |
| 8.  | Cool Water                                 | 2:53              | Боб Нолан                        | Ноланом (1936), группой The Sons of the Pioneers (1948) |
| 9.  | Last Night I Had the Strangest Dream       | 3:14              | Эд МакКарди                      | Эдом МакКарди (1950)                                    |
| 10. | Aloha Oe                                   | 3:00              | Лилиуокалани                     | Элвисом в альбоме Blue Hawaii (1961) (написана в 1877)  |

## Сертификация
| Регион | Сертификация | Продажи |
| --- | ------------ | ------- |
| Дания (IFPI Danmark) | Платиновый   | 20 000  |
| Великобритания (BPI) | Серебряный   | 60 000^ |
| ^ Данные о тиражах приведены только на основе сертификации. · Данные о продажах + прослушиваниях приведены только на основе сертификации. |              |         |